# Lamballe-Armor
Lamballe-Armor ist eine französische Gemeinde mit 16.911 Einwohnern (Stand 1. Januar 2022) im Département Côtes-d’Armor in der Region Bretagne. Sie gehört zum Arrondissement Saint-Brieuc und zu den Kantonen Lamballe-Armor und Pléneuf-Val-André. Das Bureau centralisateur des erstgenannten Kantons befindet sich in Lamballe-Armor.
Sie entstand mit Wirkung vom 1. Januar 2019 als Commune nouvelle durch Zusammenlegung der ehemaligen Commune nouvelle Lamballe (inklusive Meslin) mit den Gemeinden Morieux und Planguenoual, die alle in der neuen Gemeinde den Status einer Commune déléguée besitzen. Der Verwaltungssitz befindet sich im Ort Lamballe.

## Gliederung
| Ortsteil                     | ehemaliger INSEE-Code | Fläche (km²) | Einwohnerzahl zum 1. Januar 2022 |
| ---------------------------- | --------------------- | ------------ | -------------------------------- |
| Lamballe (Verwaltungssitz)00 | 22093                 | 76,29        | 12.742                           |
| Meslin                       | 22151                 | 13,92        | 0.0898                           |
| Morieux                      | 22154                 | 07,55        | 01.058                           |
| Planguenoual                 | 22173                 | 32,89        | 02.213                           |

## Lage
Lamballe-Armor grenzt im Nordwesten an den Ärmelkanal. Nachbargemeinden sind
- Saint-Alban und Hénansal im Norden,
- Quintenic im Nordosten,
- Plédéliac, Saint-Rieul und Noyal im Osten,
- Plestan im Südosten,
- Penguily, La Malhoure, Saint-Trimoël, Landéhen, Bréhand, Quessoy, Pommeret, Coëtmieux und Andel im Süden,
- Hillion im Südwesten.

## Baudenkmäler
Siehe: Liste der Monuments historiques in Lamballe-Armor
- Kirche St-Aaron im gleichnamigen Ortsteil